# Tygodnik Cieszyński

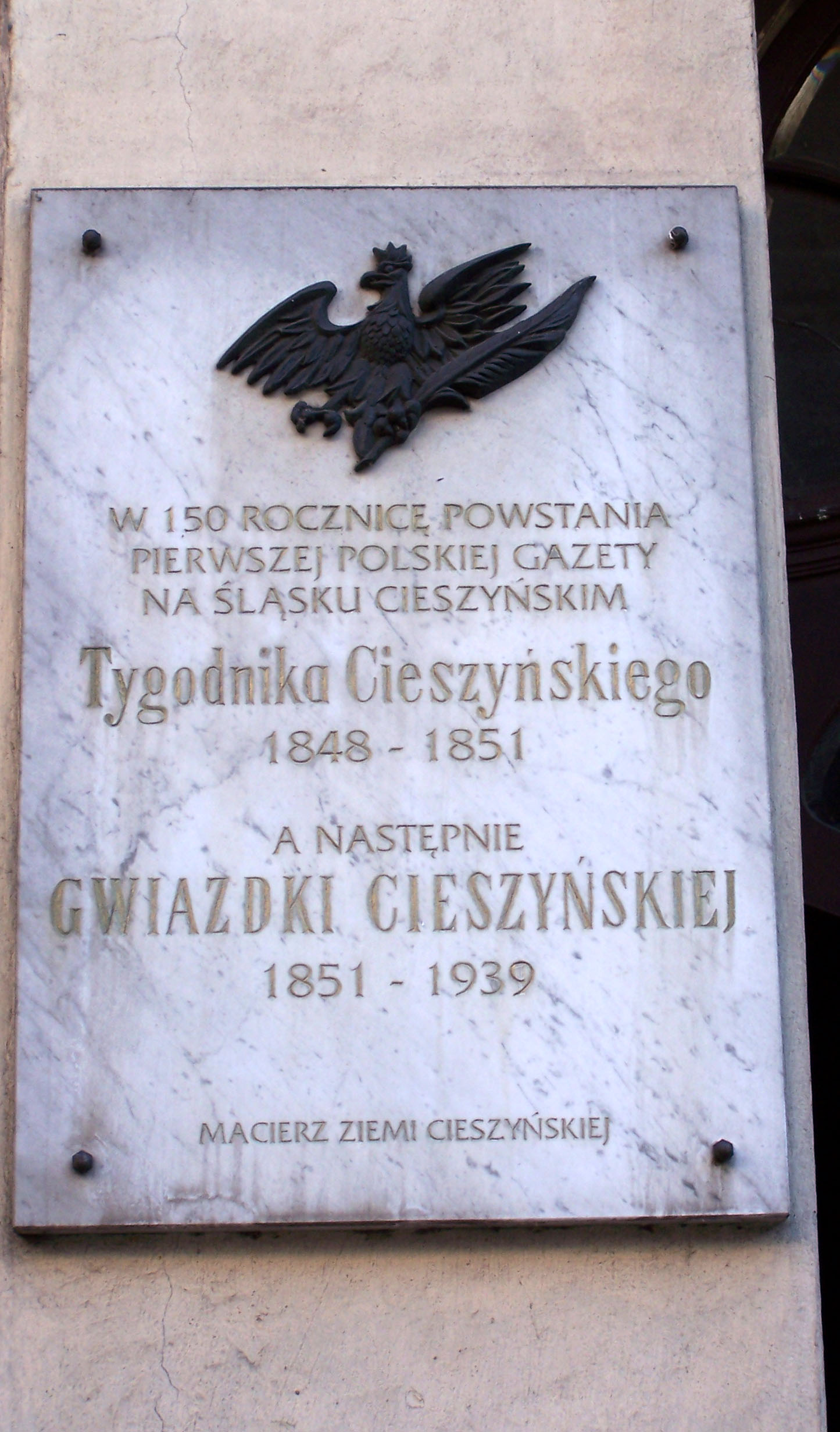
Tablica upamiętniająca "Tygodnik Cieszyński" w Cieszynie

Tygodnik Cieszyński – polska gazeta wydawana co tydzień w Cieszynie w latach 1848–1851.

## Historia
6 maja 1848 wyszło w Cieszynie pierwsze pismo polskie Tygodnik Cieszyński. Wydawali go  wspólnie Paweł Stalmach, Andrzej Cienciała i dr Ludwik Klucki. Początkowe numery Klucki podpisywał jako wydawca, a Cienciała jako główny współpracownik, ponieważ Stalmach przebywał jeszcze w Wiedniu. Od 16 numeru wydanego 12 sierpnia 1848 roku Stalmach podpisywał się jako redaktor, Klucki jako wydawca, a  od 1 września 1849 podpisywał pismo jako redaktor odpowiedzialny sam Stalmach. Do „Tygodnika" pisywał też Andrzej Kotula, późniejszy notariusz w Cieszynie.
Pismo walczyło z trudnościami.  Z dniem 31 marca 1849 zostało zawieszone z powodu nowej ustawy prasowej, ograniczającej wolność prasową, ale już od 1 września tego roku zaczął „Tygodnik" wychodzić na nowo na przemian z „Przeglądem" wydarzeń politycznych, który wychodził co trzecią sobotę. Od 1 marca 1851 roku zmieniono nazwę z „Tygodnik Cieszyński" na „Gwiazdkę Cieszyńską".

„Pęknął czarny obłok który przez stulecia niebo jasne zasłaniał, zabłysnęło słońce wolności i ciemność straszna znikła. Długoście spali, bracia moi, a długo spać niezdrowo; — sąsiedzi wasi dawniej się przebudzili, — uprzedzili słońce, uprzedzili jutrzenkę, rzucili się do prace i już są daleko naprzód, podczas gdy wy się dopiero obudzacie. Twardy sen kleił oczy wasze, a z tego snu któż was przebudził? Niektórzy z synów waszych, którycheście na to ustanowili, przebudzili się wprawdzie, lecz któryż zawołał na was: ocućcie się? Ci pracowali dla siebie i mówili: niech tam śpią, dobry jest dla nich odpoczynek. Lecz oto głos archanioła wolności i o wasz kraj się obił i was do oświecenia się pobudził. Niemieszkajcież więc bracia mili użyć tej przyleżytości, rzućcie się wspólnie do pracy, przebudzajcie jeszcze śpiących, napominajcie i zachęcajcie ich przykładem waszym; długi jest dzień, dużo możemy pracować, a gdy pilni i wytrwali będziemy, dogonimy naszych sąsiadów, przebiegniemy ich nawet, gdy ci już wysileni przestaną pracować.

 Takie cele postawili sobie redaktorzy w artykule wstępnym pisma.